# Elias Petersen
Elias Lars Petersen (29 de abril de 2003) es un deportista sueco que compite en saltos de trampolín.
En los Juegos Europeos de Cracovia 2023 consiguió una medalla de bronce en la prueba de trampolín 3 m sincro mixto. Ganó una medalla de plata en el Campeonato Europeo de Natación de 2024, en la misma prueba.

## Palmarés internacional
| Juegos Europeos    | Juegos Europeos   | Juegos Europeos   | Juegos Europeos            |
| Año                | Lugar             | Medalla           | Prueba                     |
| ------------------ | ----------------- | ----------------- | -------------------------- |
| 2023               | Rzeszów (Polonia) | Medalla de bronce | Trampolín 3 m sincro mixto |
| Campeonato Europeo |                   |                   |                            |
| Año                | Lugar             | Medalla           | Prueba                     |
| 2024               | Belgrado (Serbia) | Medalla de plata  | Trampolín 3 m sincro mixto |